# Cool Like You
Cool Like You è il secondo album in studio del gruppo musicale britannico Blossoms, pubblicato il 27 aprile 2018.

## Tracce
1. There's A Reason Why (I Never Returned Your Calls) – 3:42
2. I Can't Stand It – 2:57
3. Cool Like You – 3:05
4. Unfaithful – 2:59
5. Stranger Still – 3:34
6. How Long Will This Last? – 3:20
7. Between The Eyes – 3:23
8. I Just Imagined You – 2:58
9. Giving Up The Ghost – 3:21
10. Lying Again – 3:42
11. Love Talk – 3:48

## Formazione
- Tom Ogden – (voce, chitarra)
- Charlie Salt – (basso, synthesizer, seconda voce)
- Josh Dewhurst – (chitarra, percussioni)
- Joe Donovan – (batteria)
- Myles Kellock – (tastiere, synthesizer, seconda voce)